# John Logie Baird

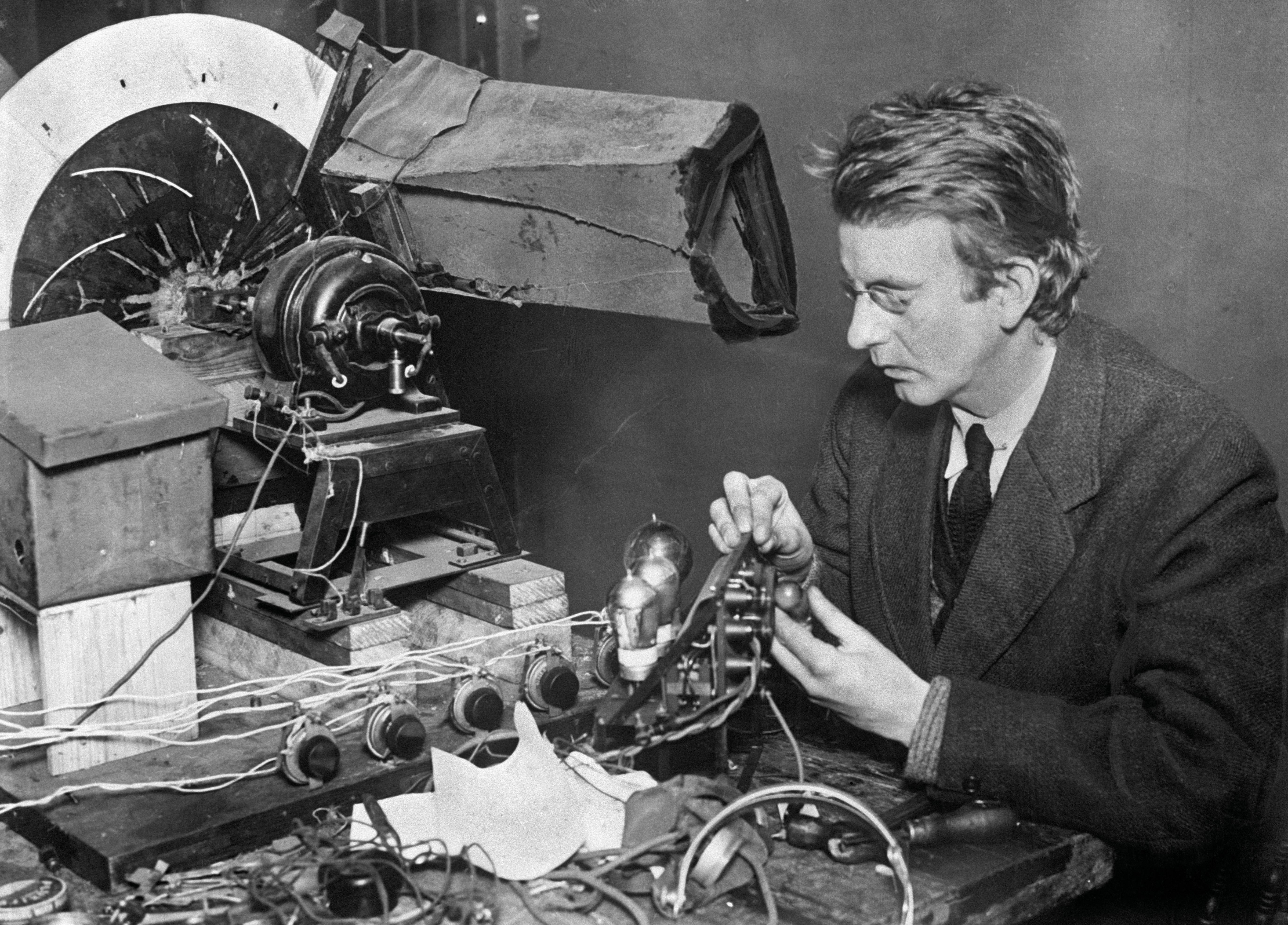
John Logie Baird

John Logie Baird (n. 13 august 1888 la Helensburgh - d. 14 iunie 1946 la Bexhill-on-Sea) a fost un inginer scoțian, cunoscut pentru faptul că a inventat primul sistem de televiziune mecanică.
De asemenea, a realizat primul tub electronic pentru televiziunea color.
A realizat prima demonstrație a invenției sale în fața membrilor Royal Society cu un echipament care utiliza discuri rotative pentru a descompune imaginea într-o serie de linii.
În anul 2002, BBC i-a acordat locul 44 în topul "100 Greatest Britons", iar în 2006 National Library of Scotland l-a considerat ca fiind unul dintre primii zece oameni de știință scoțieni.